# Consolidated Motor Car Company (Georgia)
Consolidated Motor Car Company war ein US-amerikanischer Hersteller von Automobilen aus Georgia.

## Unternehmensgeschichte
Das Unternehmen wurde 1911 in Atlanta gegründet. Fletcher J. Spratling war Präsident, F. M. Myers Vizepräsident, Francis H. Knauff Sekretär, James T. Knight Schatzmeister und Robert C. Howard Generalmanager. Myers war außerdem Präsident der Commercial Loan and Trust Company, die als Geldgeber fungieren sollte. Im gleichen Jahr begann die Produktion von Automobilen. Der Markenname lautete Myers. Noch 1911 endete die Produktion. Insgesamt entstanden nur wenige Fahrzeuge.

## Fahrzeuge
Im Angebot stand nur ein Modell. Es hatte einen zugekauften Vierzylindermotor. Ein Roadster, ein Tourenwagen und ein leichter Lieferwagen standen zur Wahl. Der Lieferwagen war auch ohne Aufbau erhältlich, also als Fahrgestell.